# Champagné-le-Sec
Champagné-le-Sec es una comuna francesa situada en el departamento de Vienne, en la región de Nueva Aquitania.

## Demografía
| 315 | 284 | 226 | 228 | 208 | 201 | 208 |
| Para los censos de 1962 a 1999 la población legal corresponde a la población sin duplicidades (Fuente: INSEE [Consultar]) |     |     |     |     |     |     |